# الدوري الناميبي الممتاز لكرة القدم
الدوري الناميبي الممتاز، أو دوري ديبرمرين الناميبي الممتاز لأسباب الرعاية، هو أعلى مستوى لكرة القدم المحلية في ناميبيا. ويُلعب تحت رعاية اتحاد كرة القدم الناميبي.

## تاريخ
بعد المشاكل المالية والتنظيمية المستمرة مع الدوري الناميبي الممتاز (NPL)، استغنى اتحاد كرة القدم الناميبي عن الدوري وأسس دوريًا جديدًا من الدرجة الأولى بعد موسم 2018-19.
على الرغم من الموسم الأول المخطط له في عام 2021، إلا أن أول موسم في الدوري انطلق في 2022 بعد تأمين تمويل رعاية كبير. تمت إعادة تسميته إلى الدوري الممتاز الناميبي برعاية كبيرة بلغت 13 مليون دولار ناميبي من شركة ديبيمارين.

## الأبطال
| موسم    | بطل           | الوصيف                    | أفضل هداف(ين)                            | نادي                                         | الأهداف |
| ------- | ------------- | ------------------------- | ---------------------------------------- | -------------------------------------------- | ------- |
| 2022–23 | أفريكان ستارز | نادي بلوواتر [الإنجليزية] | ويلي ستيفانوس                            | أفريكان ستارز                                | 20      |
| 2023–24 | أفريكان ستارز | نادي أونغوس [الإنجليزية]  | ويلي ستيفانوس ريوالدو برينس [الإنجليزية] | أفريكان ستارز نادي خوماس نامبول [الإنجليزية] | 16      |
| 2024–25 |               |                           |                                          |                                              |         |

## روابط خارجية
- الموقع الرسمي
- الفيس بوك الرسمي